# Ровний Олександр Олександрович
Олекса́ндр Олекса́ндрович Ро́вний (29 листопада 1991 — 18 жовтня 2014) — солдат Збройних сил України, учасник російсько-української війни.

## Життєвий шлях
Народився в с. Матіївка Бахмацького району Чернігівської області. Закінчив Матіївську ЗОШ, вступив до конотопського ПТУ. Після року навчання призваний на строкову службу. Служив у сумській частині внутрішніх військ, де й познайомився з майбутньою дружиною — навчалася на кухаря, її училище було неподалік від частини. 2012 року одружився, переїхав на проживання до села Річки. Працював у Сумах — охоронцем банку «Форум», у різних охоронних фірмах.
Мобілізований 20 серпня 2014-го. Служив стрільцем — помічником гранатометника, 92-га окрема механізована бригада. Брав участь у боях за Щастя, Станицю Луганську, ніс службу на блокпосту в селі Валіївка.
18 жовтня 2014-го уночі зазнав смертельного поранення під час вчиненого російськими збройними формуваннями обстрілу позицій бригади біля села Вільхове Станично-Луганського району — снаряд упав упритул до вагончика, в якому перебував боєць.
Без Олександра лишилися дружина та син Вадим 2012 р.н.
Похований у селі Річки (Білопільський район) 21 жовтня 2014-го.

## Нагороди і вшанування
За особисту мужність і героїзм, виявлені у захисті державного суверенітету та територіальної цілісності України, вірність військовій присязі під час російсько-української війни, відзначений — нагороджений
- орденом «За мужність» III ступеня (посмертно)
- Його портрет розміщений на меморіалі «Стіна пам'яті полеглих за Україну» у Києві: секція 4, ряд 5, місце 39
- 14 жовтня 2015 року в селі Матіївка відбулося відкриття пам'ятного знаку на честь Олександра Ровного